# Landgreve
Landgreve er en gammel tysk betegnelse for en greve, der ikke stod under nogen hertug. Landgreven blev i reglen regnet blandt rigsfyrsterne.
Mange danske dronninger stammede fra det Hessen-Kasselske landgrevskab.